# Cannon for Cordoba
 Cannon for Cordoba és una pel·lícula estatunidenca dirigida per Paul Wendkos, estrenada el 1970.

## Argument
Som el 1912 i els grups de revolucionaris mexicans han estat atacant ciutats en ambdós costats de la frontera mexicano-estatunidenca. El més poderós d'aquests grups és dirigit per un antic general de l'exèrcit mexicà, Héctor Cordoba. Quan en un atac per sorpresa, sis canons cauen a les mans de Cordoba i els seus homes, el govern dels Estats Units encarrega el General John J. "Blackjack" Pershing (John Russell) vigilar que els canons mai seran utilitzats contra els estatunidencs. Pershing parla amb el Capità Rod Douglas (George Peppard), ordenant-li reunir un grup d'homes per participar en la perillosa missió al cor del territori Cordoba.

## Repartiment
- George Peppard: capità Rod Douglas
- Giovanna Ralli: Leonora
- Raf Vallone: Cordoba
- Pete Duel: Andy Rice
- Don Gordon: Jackson Harkness
- Nico Minardos: Peter
- Gabriele Tinti: Antonio